# Andreas von Stöckle
Andreas Stöckle, ab 1912 Ritter von Stöckle (* 7. Mai 1856 in Wollbach; † 20. März 1940 in München) war ein deutscher Ministerialbeamter und von 1915 bis 1924 Präsident des Bayerischen Obersten Rechnungshofes.

## Leben
Nach dem Abitur am Gymnasium St. Stephan (1876) studierte er an der Ludwig-Maximilians-Universität Rechtswissenschaften. Nachdem er 1883 den juristischen Staatskonkurs bestanden hatte, wurde er 1870 Ratsakzessist in der Rechnungskammer der Regierung in Niederbayern. Von 1886 bis 1904 war er in wechselnden Positionen bei den Regierungen von Oberfranken und Schwaben eingesetzt. Ab 1904 war er Oberregierungs- und später Ministerialrat im bayerischen Finanzministerium. 1915 wurde er zum Präsidenten des Bayerischen Obersten Rechnungshofes ernannt. 1924 ging er in den Ruhestand.
Stöckle war seit 1887 mit Hedwig Hermann verheiratet. Seit 1878 war er Mitglied der katholischen Studentenverbindung Aenania im CV. Später wurde er zudem Mitglied der katholischen Studentenverbindungen Norica Wien und Trifels München.
1911 erhielt er den Verdienstorden der Bayerischen Krone.